# 尾那

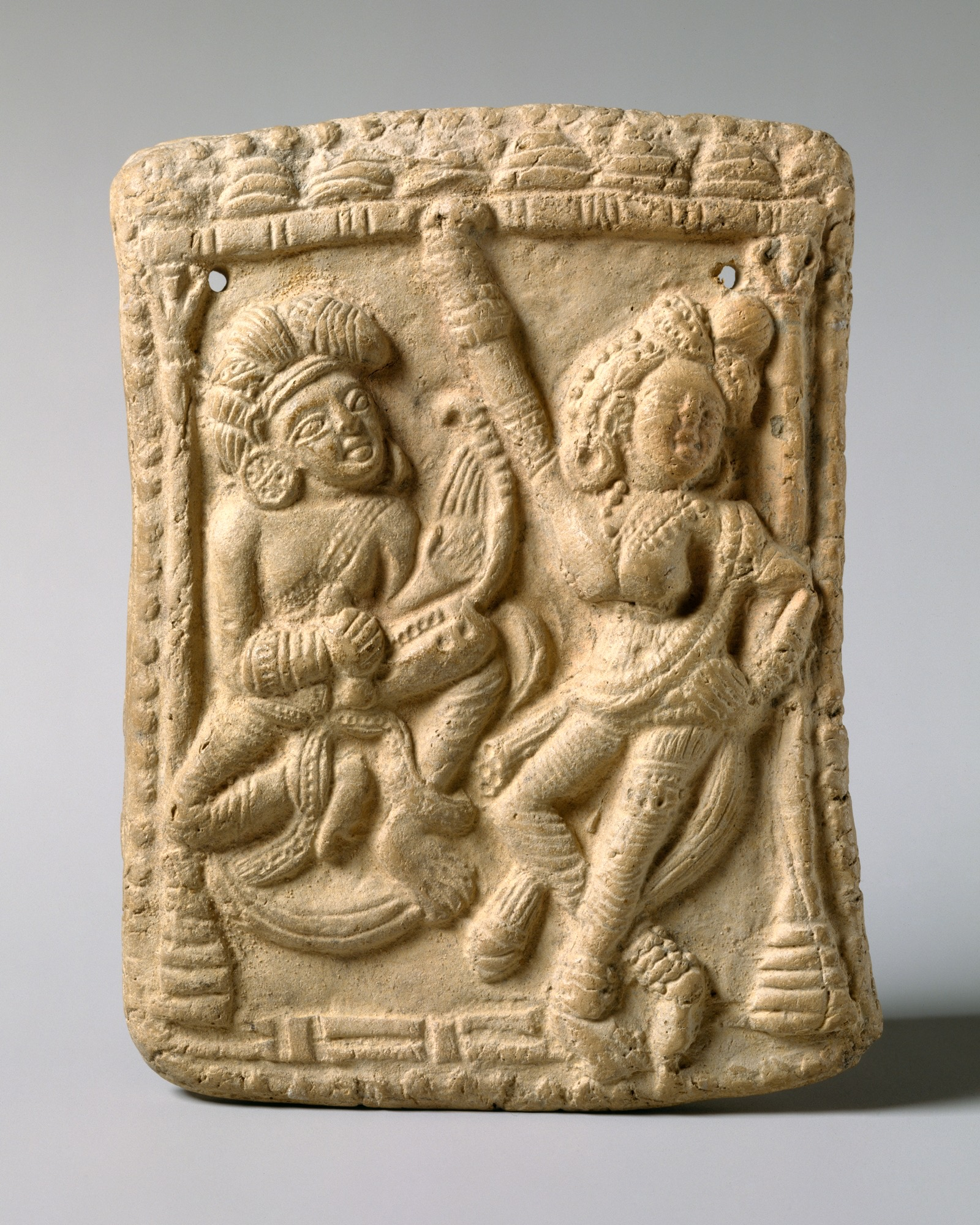
巽伽王朝浮雕中的尾那

尾那，亦作尾拿、费拿、毗拿，是一种失传的古印度拨弦乐器，传入中国后演变为凤首箜篌（亦已失传），传入缅甸后演变为弯琴。